# Lijst van bekende Molukkers
Hieronder volgt een lijst van bekende Molukkers en bekende personen van Molukse afkomst, met een artikel op de Nederlandstalige Wikipedia.

## Creatievelingen

### Artiesten en producenten
- Justine Pelmelay, zangeres
- Julya Lo'ko, zangeres
- Jiri11, rapper, gitarist
- Jiggy Djé, rapper, labelbaas
- Jimi Bellmartin, zanger
- Jooz, artiest, rapper, zanger, theatermaker
- Kraantje Pappie, rapper, zanger
- Monica Akihary, zangeres
- Ronnie Flex, zanger, rapper en producer
- The Viper, dj en producent
- Vinchenzo Tahapary, zanger
- Wudstik, rapper/zanger
- Zoë Tauran, zangeres
- ADF Samski, rapper
- Sterre Marith, zangeres
- Jordan Wayne, producent
- Jim Taihuttu, producent en regisseur
- Russo, dj en producent

### Vorm en actrice
- Amber Teterissa, actrice
- Delano Limaheluw, acteur
- Gerson Oratmangoen, acteur
- Joenoes Polnaija, acteur en theatermaker
- Martijn Apituley, acteur
- Nienke van Dijk, actrice en presentatrice
- Roger Goudsmit, acteur
- Terence Schreurs, actrice en presentatrice

### Overig
- Esther Apituley, altvioliste
- Carolijn Lilipaly, presentatrice
- Massada, band
- Uriël Matahelumual, filmmaker en presentator
- Daniel Sahuleka, componist, musicus en producent
- Esther-Claire Sasabone, radio- en theatermaker
- Rocky Tuhuteru, presentator
- Valerie Zwikker, presentatrice
- Dennis Huwaë, sterrenchef

### Schrijvers
- Herman Keppy, Schrijver
- Maurice Seleky, Schrijver
- Juan Seleky, Schrijver
- Jooz, Schrijver

## Politici

### Staatshoofd
- Johanis Hermanus Manuhutu, president van de RMS
- Johan Manusama, president in ballingschap van de RMS
- Chris Soumokil, president van de RMS
- Frans Tutuhatunewa, president in ballingschap van de RMS
- Albert Wairisal, de eerste premier van de RMS
- John Wattilete, president in ballingschap van de RMS

### Parlementariër
- John Lilipaly,  Kamerlid Partij van de Arbeid
- Sam Pormes, Eerste Kamerlid GroenLinks

## Sport figuur

### Atleten
- Bart Latuheru, voetballer
- Bert Aipassa, voetballer
- Benjamin van Leer, voetballer
- Bobby Petta, voetballer
- Caifano Latupeirissa, voetballer
- Christian Supusepa, voetballer
- David Ririhena, voetballer
- Danny van Dijk, voetballer
- Denny Landzaat, voetballer
- Djenahro Nunumete, voetballer
- Dominggus Lim-Duan, voetballer
- Edinho Pattinama, voetballer
- Eli Louhenapessy, voetballer
- Ferdinand Katipana, voetballer
- Gaston Salasiwa, voetballer
- Giovanni van Bronckhorst, voetballer
- Hanky Leatemia, voetballer
- Ignacio Tuhuteru, voetballer
- Irfan Bachdim, voetballer
- Izac Nunumete, voetballer
- Jeffrey Leiwakabessy, voetballer
- Jerry Taihuttu, voetballer
- John Taihuttu, voetballer
- Joas Siahaija, voetballer
- Joey Pelupessy, voetballer
- Jordão Pattinama, voetballer
- Jordy Tutuarima, voetballer
- Jos Luhukay, voetballer
- Justin Tahapary, voetballer
- Levi Risamasu, voetballer
- Michael Timisela, voetballer
- Navarone Foor, voetballer
- Randy Thenu, voetballer
- Raphael Maitimo, voetballer
- Raphael Supusepa, voetballer
- Sergio van Dijk, voetballer
- Shayne Pattynama, voetballer
- Simon Tahamata, voetballer
- Sonny Silooy, voetballer
- Tijjani Reijnders, voetballer
- Tobias Waisapy, voetballer
- Tom Hiariej, voetballer
- Ton Pattinama, voetballer
- Xander Houtkoop, voetballer
- Ragnar Oratmangoen, voetballer
- Kevin Diks, voetballer
- Joey Pelupessy, voetballer

### Overige atleten
- Dicky Palyama, badmintonspeler
- Elise Tamaëla, tennisser
- Ellyas Pical, bokser
- Esther Akihary, atleet
- Gayle Mahulette, badmintonspeler
- Loreanne Kuhurima, atleet
- Marichelle de Jong, bokser
- Misha Latuhihin, volleyballer
- Rebecca Soumeru, softballer

## Overig
- Samuël Metiarij, predikant
- Isaac Julius Tamaëla, militair en leider van Zuid-Molukkers
- Daniel Uneputty, president Hell's Angels Holland
- Louina Walakutty-Salamena, leidsvrouw in Tiel